# Elizabeth Awut Ngor
Elizabeth Awut Ngor é uma bispa anglicana sul-sudanesa. Ela atua como bispa assistente na Diocese de Rumbek da Igreja Episcopal do Sudão do Sul, tendo sido consagrada bispa em 31 de dezembro de 2016 por Daniel Deng Bul, Arcebispo de Juba. Ela é a primeira mulher a se tornar bispa em uma província da Comunhão Anglicana que se alinha com a GAFCON.

## Vida anterior
Elizabeth plantou sua primeira igreja em Abyei em 1992, e continuou a plantar outras igrejas em Nyala, Sudão Ocidental em 2002 e em Kampala, Uganda em 2007, com a ajuda de alguns amigos e mulheres de mente aberta em uma área residencial da cidade chamada Ntinda.
Elizabeth é casada e mãe de cinco filhos.

## Episcopado
Em 31 de dezembro de 2016, o Arcebispo do Sudão do Sul Daniel Deng Bul Yak consagrou Awut Ngor para servir como bispo assistente na Diocese de Rumbek. Isso fez da Igreja Episcopal do Sudão do Sul a primeira província alinhada à Global Anglican Future Conference (GAFCON) a ter consagrado uma mulher como bispo. Deng Bul afirmou que “sonhava em ordenar uma mulher como bispa na Igreja Episcopal do Sudão do Sul e do Sudão antes de partir”.
Elizabeth Awut se tornou a terceira mulher bispa africana, seguindo Ellinah Ntombi Wamukoya, que foi eleita bispa da Diocese da Suazilândia em 18 de julho de 2012 e ordenada e empossada em 10 de novembro de 2012. Sua nomeação foi seguida de perto pela eleição, em 12 de outubro de 2012, de Margaret Vertue como bispa da Diocese de False Bay, a qual foi consagrada e empossada em 19 de janeiro de 2013.
A consagração foi controversa, sendo contrária à política oficial da GAFCON que, de acordo com uma moratória aprovada, não permite que mulheres sejam ordenadas como bispos.
O site Anglican Ink, em notícia após a aposentadoria do Dr. Deng Bul, sugeriu que a ordenação não foi publicada. Os rumores sobre uma bispa no Sudão do Sul teriam iniciado nos primeiros meses de 2017, mas o secretário provincial e o Arcebispo Deng não teriam respondido às perguntas da mídia anglicana. Conforme o Anglican Ink, o site do Anglican Consultative Council não mostrava um bispo assistente para Rumbek e nenhuma menção à consagração da Bispa Awut foi feita no Anglican Communion News Service. No entanto, comentava que fotos tiradas na reunião de janeiro de 2018 da Casa dos Bispos do Sudão do Sul mostraram um bispo de saia segurando uma bolsa, que seria a Bispa Elizabeth.
Apesar da alegação de que a ordenação fora em segredo, logo em 2 de fevereiro de 2017 foi noticiada na Catholic Radio Network, do Sudão e Sudão do Sul, e ainda em 2017, Bispa Awut era listada nos pedidos de oração da sua diocese irmã (a Diocese de Salisbury na Igreja da Inglaterra).
Em fevereiro de 2018, o GAFCON respondeu que a consagração de Elizabeth Awut foi uma anomalia, não uma mudança na doutrina ou disciplina.
Elizabeth Awut faz parte da equipe da Anglican Communion Church Planting Network, ou Plant Anglican, supervisionando a plantação de igrejas na província, trabalhando em estreita colaboração com o Arcebispo Dr. Justin Bade Arama, Primaz do Sudão do Sul, e o Arcebispo Alpayo Manyang, Bispo de Rumbek.

Em janeiro de 2024, Bispa Awut participou do encontro inaugural Irmãs Anglicanas da África Caminhando Juntas, em Limuru, Quênia, com as outras cinco bispas anglicanas africanas, após o qual As Seis da África divulgaram um comunicado enfatizando a necessidade de liderança feminina autêntica e pedindo à igreja que acabe com seu silêncio sobre as desigualdades de gênero. Entre o final de janeiro e início de fevereiro de 2025, outro encontro aconteceu em Lesoto, para o Conselho Consultivo do Centro África 6 para Liderança e Pesquisa de Mulheres Anglicanas na África (CAWLRA); apesar de Bispa Elizabeth não estar presente, o evento se relacionava diretamente com as seis bispas anglicanas da África.